# Geert de Jong
Geert de Jong (Diest, 8 de julho de 1951) é uma atriz belga. Ela ganhou o prêmio Bezerro de Ouro em 1986 por seu papel no filme Mama is boos!.

## Filmografia
- Nr.10 - Fischer (2021)
- Meisje van plezier - Patricia Welmers (TV, 2017-2020)
- 'n Beetje Verliefd - Jacky (2006)
- Moeder van een moordenaar - Alda Verstappen-Pieters (1999)
- De Nieuwe Moeder - Marie (1996)
- Lisa - Moeder van Sam (1996)
- Bericht uit de bezemkast - Diretora (1995)
- Dag Juf, tot morgen - Moeder (1994)
- Lolamoviola: All Quiet (1994)
- Ha, die Pa! - Thea - (Episódio Colegas, 1993)
- Beck - De gesloten kamer - Roza Moreels (1993)
- Stroomopwaarts - Wendy (1991)
- Niemand mag dit weten (1991)
- Ava & Gabriel - Un historia di amor - Louise van Hansschot (1990)
- Mijn vader woont in Rio - An Voos (1989)
- Sandra - Marga (1988)
- Van geluk gesproken - Rosa Leroy (1987)
- Terug naar Oegstgeest - Mãe (1987)
- Mama is boos! - Danny Gisberts (1986)
- Adriaen - Lisbet (1986) (TV)
- Jacht op het verleden - Tine de Koning (1985)
- Bastille - Mieke de Wit (1984)
- Schatjes! - Danny Gisberts (1984)
- Schoppen Troef - Marie-Louise (TV)
- De vierde man - Ria (1983)
- Zeg 'ns Aaa - Joke (TV, 1983)
- De weg naar Peruwelz (1983) (TV)
- Tatort - Mareike  (episódio Kuscheltiere, 1982)
- De Boezemvriend - Vrouw van de Kolonel (1982)
- Mensen zoals jij en ik - Namorada (episódio: Lá fora com as crianças, 1982)
- Moord voor beginners - Mãe (1982)
- De Fabriek - Fientje Berger (TV, 1982)
- Kinderfeestje - Emma Vogelzang (1981)
- Hoge hakken, echte liefde - Mirabelle (1981)
- Het verboden bacchanaal - Mary van der Laan (1981)
- Tiro - Lilly Vieren (1979)
- Bassie & Adriaan: Het Geheim van de Sleutel - Mulher em uma agência de viagens (1978)
- Tatuaje - Geert de Jong (1978)
- Pastorale 1943 - Mies Evertse (1978)
- Norma - Dançarina do Showbiz (1977)
- Rooie Sien - Angelique (1975)
- Amsterdam 700 - Maria (1975)
- Centraal Station - Animeermeisje (TV)
- Harlekijn, kies je meester (1973)
- Elckerlyc (1972)